# Ahmet Ertegün
Ahmet Ertegün, född 31 juli 1923 i Istanbul i Turkiet, död 14 december 2006 i New York i New York i USA, var en turkisk-amerikansk skivbolagsdirektör och musikproducent, grundare av skivbolaget Atlantic Records.
Fadern Münir Ertegün var turkisk diplomat och ambassadör i Schweiz, Frankrike, Storbritannien och USA, varför Ahmet Ertegün växte upp på ambassader i olika länder. Han kom till Washington D.C. som 13-åring och startade 1947, 24 år gammal, Atlantic Records tillsammans med Herb Abramson.
Skivbolaget fick snabbt framgångar med inspelningar av främst jazz- och rhythm and bluesmusik. Bland dess många artister genom åren märks Big Joe Turner, Ray Charles, Aretha Franklin, Otis Redding, Cher och Led Zeppelin.
Ahmet Ertegün skrev också en rad låtar själv, bland dem Mess Around för Ray Charles och Chains of Love för Big Joe Turner. I början använde han som låtskrivare pseudonymen Nugetre (Ertegün baklänges).
Ertegün avled i december 2006 efter att ha legat i koma sedan han fallit under en Rolling Stones-konsert ett par månader tidigare. Han ligger begravd i Istanbul.